# Пропорційний шрифт

Пропорційний шрифт (вгорі) у порівнянні з моноширинним

Пропорційний шрифт — шрифт, знаки (кегельні площадки знаків) якого мають різну ширину, залежно від пропорцій літери. Цим він відрізняється від моноширинного шрифту, в якому літери не відрізняються шириною одна від одної.
У пропорційних шрифтах ширина кожного символу залежить від його малюнка: наприклад, крапка, кома, буква «i» займають зовсім мало місця; проміжну ширину мають «о», «н», «п», «с», а літери «ж», «ш» — найширші.
Пропорційні шрифти зі свою боку поділяють на різноширинні і рівноширинні. Останні не слід плутати з моноширинним шрифтом: літери в рівноширинному шрифті вирівняно для створення видимості однакової ширини символів, але насправді ширина кегельних площадок різних символів різна.